# Giichi Suzuki
Giichi Suzuki is een Japans voormalig motorcoureur. 
Giichi Suzuki maakte deel uit van het eerste team dat door Honda werd uitgezonden om te racen in Europa. 

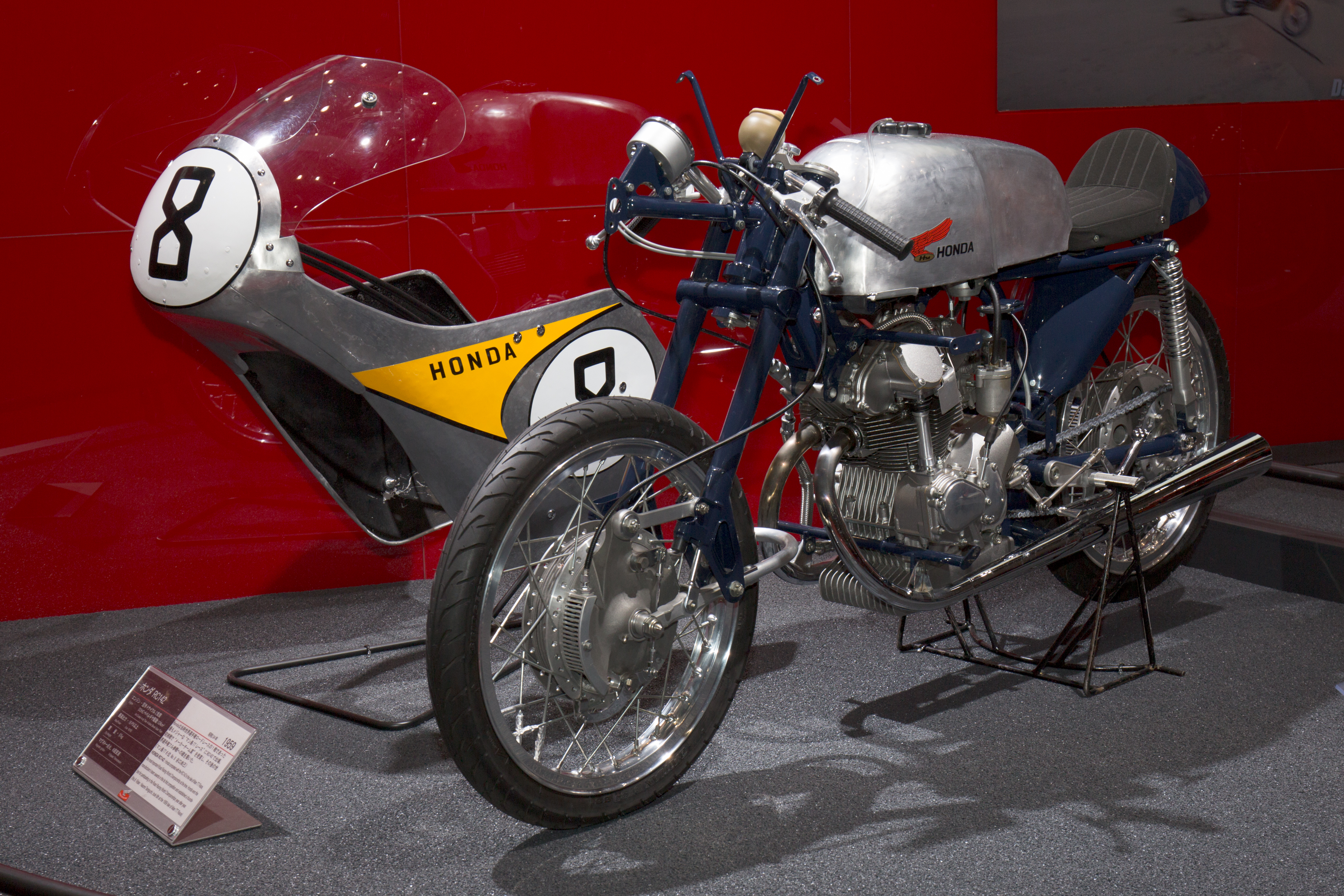
125cc-Honda RC 142 uit 1959

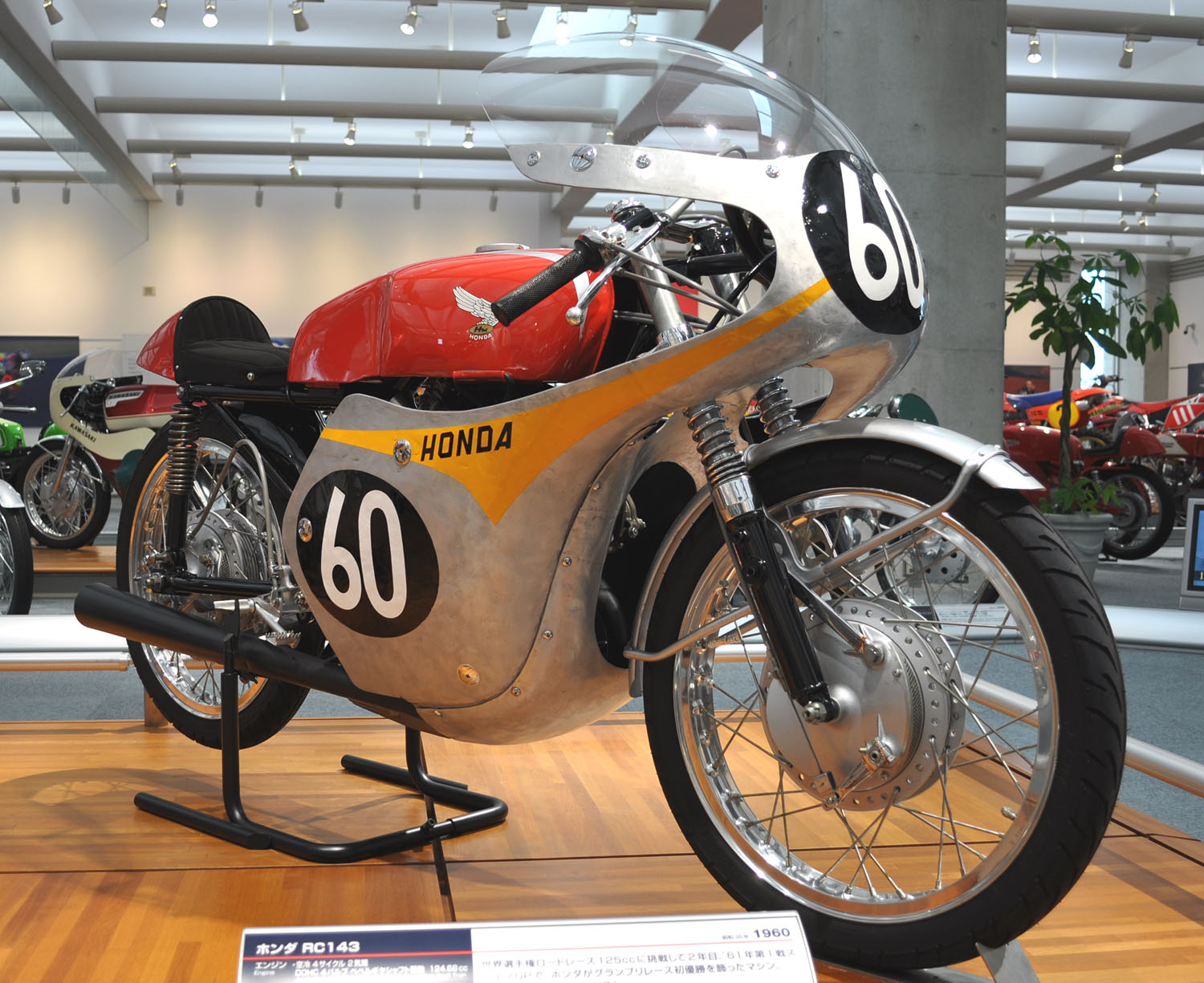
125cc-Honda RC 143 uit 1960

## 1959
Met vijf Honda RC 141's en vier Honda CB 92 Benly Super Sport's als trainingsmotor toog men in 1959 naar het eiland Man om deel te nemen aan de 125cc-Ultra-Lightweight TT. Het team bestond uit hoofdingenieur Kiyoshi Kawashima, de monteurs Hisaichi Sekiguchi en Shunji Hirota, de manager Yoshitaka Iida en de coureurs Giichi Suzuki, Naomi Taniguchi, Junzo Suzuki, Teisuke Tanaka en Bill Hunt, een Amerikaan die ook als tolk fungeerde. Het team begon de trainingen en de verkenningen van de Clypse Course met Honda CB 92 Benly's die in februari op de markt gekomen waren. De vierklepskoppen die van de RC 141 de RC 142 maakten arriveerden per luchtpost, maar voor de race konden slechts drie machines omgebouwd worden. Het team werkte een maand lang inclusief de weekenden door om de machines raceklaar te maken, maar was alom nerveus toen de concurrenten begonnen te trainen. De Ultra-Lightweight TT werd gewonnen door Tarquinio Provini met een MV Agusta, Luigi Taveri werd met een MZ tweede en Mike Hailwood met een Ducati derde. Taniguchi werd zesde, Giichi Suzuki zevende, Tanaka achtste en Junzo Suzuki tiende. Taniguchi won een zilveren Replica en Giichi Suzuki en Tanaka wonnen bronzen Replica's. Het team kreeg ook de constructeursprijs. In de hele Honda-fabriek begon men enthousiast te worden, ook nadat Soichiro Honda persoonlijk in een speciale uitgave van de bedrijfskrant zijn waardering had uitgesproken, maar erbij had vermeld dat er nog een lange weg te gaan was. De gemiddelde snelheid van de MV Agusta op Man was 119,17 km/h, terwijl Taniguchi's Honda slechts 109,90 km/h gemiddeld gehaald had. De topmachines reden gemiddeld rondetijden van 8 minuten en 40 seconden, terwijl de Honda's er gemiddeld 9 minuten en 22,2 seconden over deden. Na de Isle of Man TT nam men niet verder deel aan het wereldkampioenschap van 1959. 

## 1960
Coureurs en machines gingen terug naar Japan om zich voor te bereiden op het seizoen 1960. Daarin keerde het team terug, maar concentreerde zich op de 250cc-klasse. Alleen Naomi Taniguchi, Giichi Suzuki en Jim Redman startten ook in de 125cc-klasse, maar er werd niet aan veel wedstrijden deelgenomen. Suzuki scoorde zijn enige WK-punt in de 125cc-race van de TT van Assen, waarin hij zesde werd. In de Ultra-Lightweight TT werd hij zevende en in de Belgische GP twaalfde. 

Na dit seizoen keerde Giichi Suzuki niet meer terug op de Europese circuits. Honda zette als troeven vooral meer aansprekende Westerse coureurs in, zoals Mike Hailwood, Tom Phillis, Jim Redman, Bob McIntyre en Luigi Taveri.

## Wereldkampioenschap wegrace resultaten
| Jaar | Klasse | Team  | Motorfiets | 1 | 2       | 3     | 4      | 5     | 6     | 7     | 8     | Punten | Plaats | Wereldkampioen                            |
| ---- | ------ | ----- | ---------- | - | ------- | ----- | ------ | ----- | ----- | ----- | ----- | ------ | ------ | ----------------------------------------- |
| 1959 | 125 cc | Honda | RC 142     |   | IOM 7   | DUI - | NED -  | BEL - | ZWE - | ULS - | NAT - | 0      | -      | Carlo Ubbiali, MV Agusta 125 Bialbero     |
| 1960 | 125 cc | Honda | RC 143     |   | IOM 7   | NED 6 | BEL 12 |       | ULS - | NAT - |       | 1      | 10e    | Carlo Ubbiali, MV Agusta 125 Bialbero     |
| 1960 | 250 cc | Honda | RC 161     |   | IOM DNF | NED - | BEL -  | DUI - | ULS - | NAT - |       | 0      | -      | Carlo Ubbiali, MV Agusta 250 Bicilindrica |